# Jezsuita missziók a guaraniknál

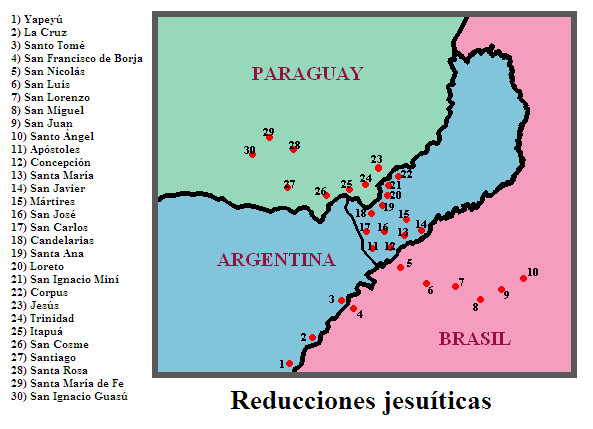
A legfontosabb redukciók földrajzi helyzete

Argentína és Brazília jezsuita missziói a guaraní indiánok földjén 1983 és 1984 óta képezik a világörökség részét. A 17. és 18. század folyamán épített öt település trópusi erdő mélyén fekvő lenyűgöző maradványait speciális alaprajz és a fennmaradás különböző állapota jellemzi.

## A missziók történelme
Dél-Amerikába az első jezsuita szerzetesek az 1560-as években érkeztek, és rövidesen megkezdték  hittérítő munkájukat a guaraní indiánok között. 1604-ben Claudio Acquaviva megszervezte a jezsuiták paraguayi tartományát, s a jezsuita szerzetesek elkezdték letelepíteni az addig nomád életmódot folytató guaraníkat, hogy megakadályozzák rabszolgasorba vetésüket. 1608-ban a spanyol királytól teljes felhatalmazást kaptak a térítésre és kolóniumok alapítására.
A jezsuiták nemcsak megkeresztelték az indiánokat, hanem egy teljesen új életformára tanították: letelepítették és földművelésre, ipari munkákra oktatták őket. Az általuk kialakított termelői közösségeket redukcióknak (reducción) nevezték. A legelső ilyen indián közösséget 1608-ban alapították Reducción de San Ignacio Guazú néven a mai Paraguay területén. A missziókban az indiánok szigorú fegyelemben éltek, naponta 10-11 órát dolgoztak. Minden a közösség tulajdonában volt, a házak és a földek, s a javakat a végzett munka arányában osztották el. Vezetőiket maguk választották, jogaikat és kötelességeiket törvénykönyv szabályozta.
Az 1620-as években az éppen csak megalakult redukciókat súlyos veszély fenyegette: a portugál rabszolga-kereskedők rendszeres támadása. A védtelen redukciókból az indiánokat elhajtották, ellenállás esetén a misszionáriusokat megölték. A missziók helyzete 1631-ben már tarthatatlan volt, százezer indiánból mindössze 12000 maradt a redukciókban. Így a belsőbb területekre települtek. A menekültek egy csoportja alapította meg a San Ignacio Miní redukciót 1632-ben, majd 64 évvel később elhagyták, hogy felépítsék azt a missziót, aminek a romjait ismerjük.
Az áttelepülések, menekülések egészen 1639-ig tartottak, amikor IV. Fülöp spanyol király fegyvervásárlási engedélyt adott a jezsuitáknak. Az így felfegyverzett indiánok 1641-ben legyőzték a portugálokat, s ezzel véget ért a missziók zaklatott időszaka, gyors fejlődésnek indultak. Már nem csak önellátásra termeltek, hanem a piacra is. Volt pénz díszes templomok építésére, kórházak, iskolák fenntartására. A misszionáriusok létrehozták a guaraní nyelv írását, ők állították fel a La Plata vidékének első nyomdáit.
A jezsuita missziók körzete a III. Fülöp spanyol királytól 1608-ban kapott kiváltságlevél alapján szinte állam volt az államban. A redukciókban a jezsuitákon kívül más európai nem telepedhetett meg. Két magyar misszionáriust név szerint is ismerünk: Limp Ferencet és Szerdahelyi Ferencet. A földesurak féltékenysége, amellyel a redukciók működését figyelték, 1735-ben zendüléshez vezetett. 1750-ben Spanyolország lemondott Portugália javára az Uruguay folyótól keletre eső területről, amelyen hét redukció működött. A redukciók virágkorának az európai jezsuitaellenes hangulat nyomán III. Károly által 1767. február 27-én kiadott dekrétum vetett véget, amely kitiltotta a jezsuitákat az összes spanyol fennhatóság alatt álló területről. A redukciók a ferencesek vezetése alá kerültek, akikből hiányzott a megfelelő tapasztalat és szervezőkészség. A telepek lassan elnéptelenedtek, az indiánok nagy részét rabszolgavadászok fogták el. Az épületeket lerombolták, köveiket elhordták, helyüket visszafoglalta az őserdő.

## A redukciók

### Nuestra Señora de Loreto
d. sz. 27° 30′, ny. h. 55° 32′27.500000°S 55.533333°W
A Nuestra Senora de Loreto redukció az egyik misszió, amelyet a jezsuiták alapítottak a 17. században a spanyol gyarmati korszak alatt. A napjainkban már romokban heverő települést 1610-ben alapították, s ma Argentínában, Misiones tartományban, Candelaria megyében fekszik. A romokat teljesen elfoglalta a növényzet, feltárása folyamatban van. A világörökség listájára 1984-ben került fel.

### Nuestra Señora de Santa Ana
d. sz. 27° 23′, ny. h. 55° 34′27.383333°S 55.566667°W
A Nuestra Señora de Santa Ana redukciót 1633-ban alapították. Napjainkban Argentínában, Misiones tartományban, Candelaria megyében fekszik, mindössze 2 km-re a megyeszékhelytől, Santa Anától, és nem messze San Ignacio Miní romjaitól. A redukció épületeiből mindössze néhány falmaradvány maradt meg. Szintén 1984-ben lett a Világörökség része

### San Ignacio Miní

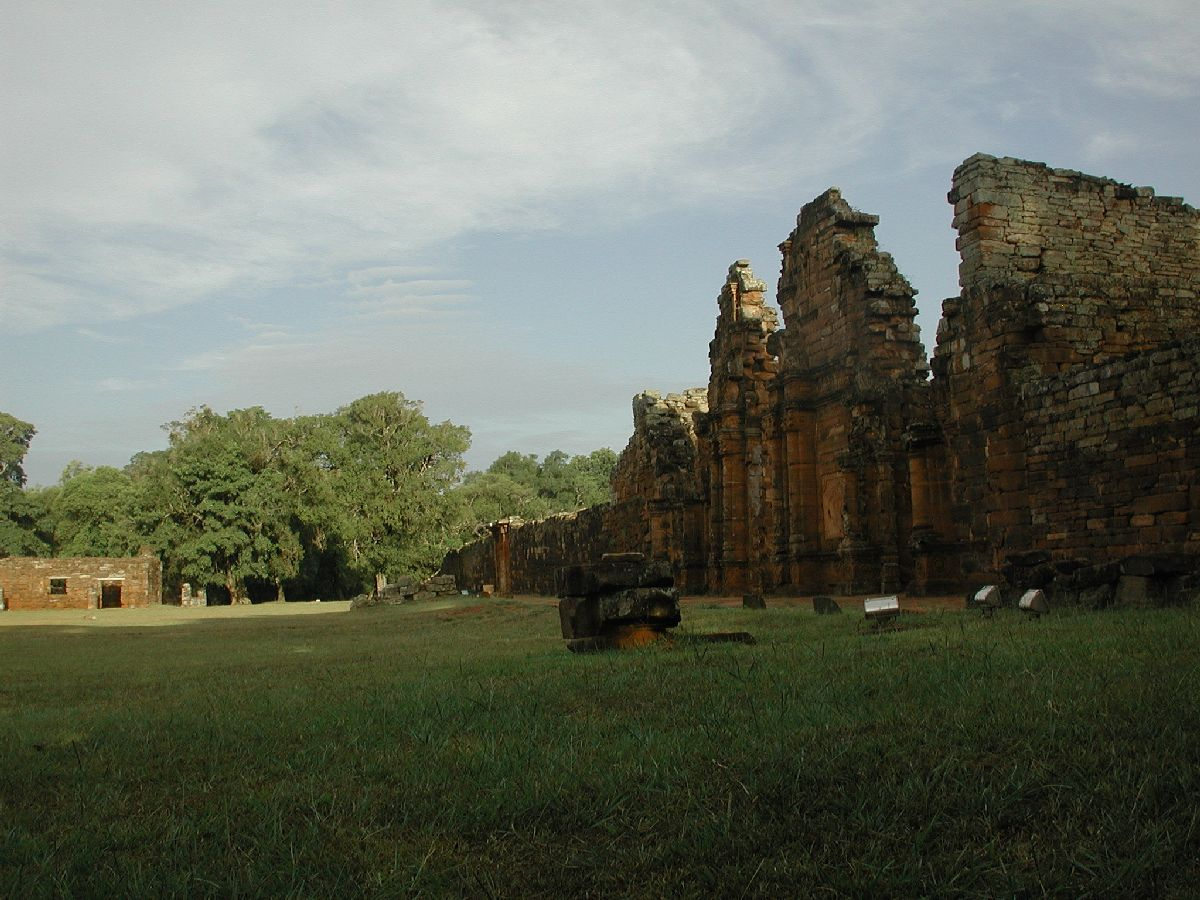
San Ignacio Miní főtere a templom maradványaival

A San Ignacio Miní redukciót 1632-ben alapították a jezsuiták. Napjainkban Argentínában, Misiones tartományban fekszik.
A levéltárakból előkerült adatok szerint a redukcióban virágkorában, 1731-ben 4356 ember élt. Miután a jezsuitákat elüldözték, a ferencesek vették át a missziót, amely gyors hanyatlásnak indult, és az 1800-as évek elején teljesen elnéptelenedett. 1817-ben a paraguayi diktátor, José Gaspar Rodríguez de Francia parancsára felégették, és a romokat benőtte a növényzet. 1897-ben fedezték fel újra, de a helyreállítási munkák csak az 1940-es években indultak el. 1943-ban állami műemlékké nyilvánították, 1984-ben a világörökség része lett.
Állapot szempontjából, beleértve azokat az építészeti és szobrászati részleteket, amelyek a "guaraní barokk" néven ismert stílust jellemzik, San Ignacio Miní a leginkább épen fennmaradt a harminc redukció közül, amelyet a jezsuiták építettek azon a  területen, amelyen ma Argentína, Brazília és Paraguay osztozik. Szintén turisztikai célponttá teszi könnyű megközelíthetősége. A romok egyes részei még bizonytalanul állnak, ezért állványokkal támasztják meg, ami nem befolyásolja az egyedi sajátosságok vizsgálatát.
A település központja a főtér, a Plaza de Armas, amelyen a vallási rendezvényeket tartották. Jobb oldalán állnak a monumentális templom maradványai, amely barokk stílusban épült 1724-ben, és mesterei guaraní indiánok voltak. A templom hosszúsága 74 m, szélessége 24 m. A falakat díszítő domborműveket vörös homokkőből faragták, s az építőanyag szögletesre faragott kőtömbök sora volt, amelyekből kötőanyag nélkül húzták fel a tíz méter magas falakat. A templom bal oldalán álló rendházhoz csatlakozik az iskola, a konyha, az étterem és a műhelyek sora. A többi oldalon és a település többi részén állt az a több mint 200 hosszú kőház, ahol az indiánok laktak, külön a családosok és az egyedülállók. Ezekből mára csak a falak maradtak meg. Az, hogy a redukció aránylag épen maradt, annak köszönhető, hogy a helyét beborító dzsungel lehetetlenné tette, hogy köveit elszállítsák, mint ahogy az más redukciókkal történt.

### Santa María la Mayor
d. sz. 27° 53′, ny. h. 55° 20′27.883333°S 55.333333°W
A Santa María la Mayor redukció Argentínában, Misiones tartományban, Concepción megyében fekszik. 1626-ban alapították, 1744-ben 993 lakója volt. Miután a jezsuitákat kitoloncolták, a település elnéptelenedett. Romjait a dzsungel őrizte meg. A terület többi redukciójához hasonlóan 1984-ben került fel a világörökség listájára.

### São Miguel das Missões
d. sz. 28,562778°, ny. h. 54,553889°28.562778°S 54.553889°W

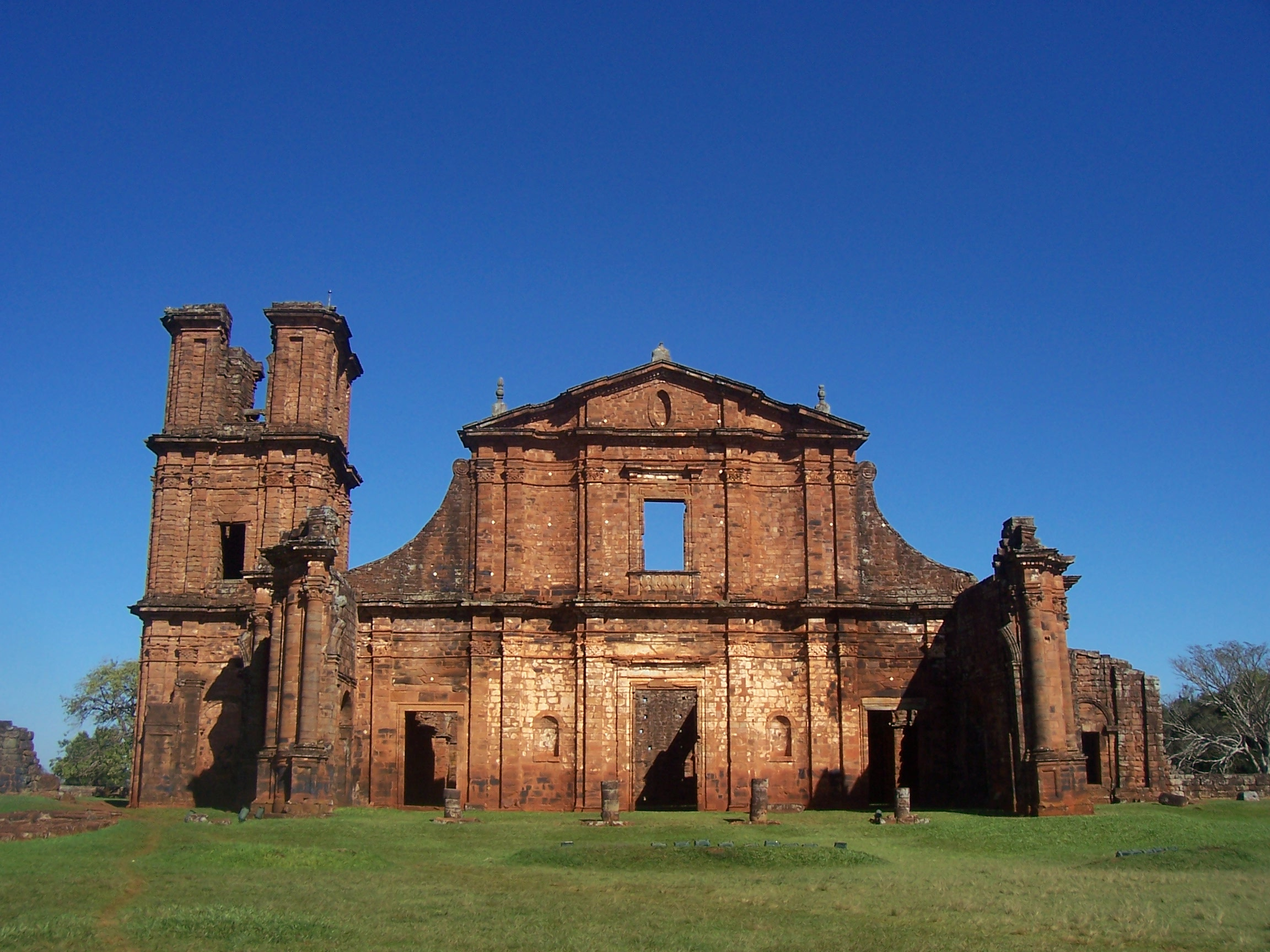
São Miguel das Missões templomának maradványai

A São Miguel das Missões redukció (portugálul redução) romjai, amelyek Dél-Brazíliában, Rio Grande do Sul állam északnyugati észén találhatóak, 1983-ban kerültek a világörökség helyszínei közé. A hely ismert  "São Miguel Arcanjo" néven is. Gyakorlatilag csak ennek az egyetlen brazíliai redukciónak maradtak fenn romjai, a többi eltűnt.
1632-ben alapították, és az első időben az itt élőknek a rabszolgavadászok állandó támadásaitól kellett rettegniük. 1687-ben már harmadszor építették újjá a redukciót. A nyugodtabb időszaknak köszönhetően 18. század közepére lakosainak száma elérte a tízezer főt. A misszió épületeit 1735 és 1745 között építették. A templom, az Igreja de São Miguel spanyol reneszánsz stílusban épült, Brazília egyetlen viszonylag ép jezsuita műemléke. 73 m hosszú és 27 m széles, háromhajós templom volt, három méter vastagságú falakkal. Harangtornyában hat harang lakott. A közeli Santo Ângelo városának katedrálisát São Miguel das Missões templomának mintájára építették. A jezsuiták távozása után a spanyol és a portugál hódítók rabszolga-kereskedelme odavezetett, hogy a misszió elnéptelenedett.
Az 1986-ban készült A misszió (The Mission) című film, amelynek két főszereplője Robert De Niro és Jeremy Irons volt, a guraraník jezsuita misszióiról szól. A film készítői a forgatáshoz felépítették a São Miguel das Missões redukció mását, amely a filmben San Miguel-misszió néven szerepel.